# The Killing Moon
"The Killing Moon" é uma canção da banda Echo & the Bunnymen. Foi lançada em 20 de janeiro de 1984 como o primeiro single do álbum Ocean Rain. É um dos hits mais bem sucedidos da banda, alcançando o nono lugar no UK Singles Chart, e frequentemente citado como a melhor música de sua carreira. Ian McCulloch disse: "Quando eu canto "The Killing Moon", sei que não há banda no mundo que tenha música parecida". Em uma review, o jornalista do Allmusic, Stewart Mason, escreveu: "O uso inteligente de cordas amplifica a elegância da melodia, trazendo ao mesmo tempo uma riqueza musical e um senso de dignidade tranquila".

## Letra
De acordo com as notas do encarte de Crystal Days, Ian McCulloch acordou certa manhã com a frase "fate up against your will" em mente. Em uma entrevista de 2015, McCulloch disse: "Eu amo (a música) ainda mais porque eu não a observo por dias a fio. Certa manhã, sentei-me na cama com esta linha na cabeça: 'fate up against your will. Through the thick and thin. He will wait until you give yourself to him.' Você não sonha com coisas assim e lembra delas. É por isso que eu sempre creditei a letra a Deus. Nunca aconteceu antes ou desde então".

## Música
Os acordes da música foram baseados em "Space Oddity", de David Bowie, tocados ao contrário. O arranjo da música foi parcialmente inspirado na música balalaika que Les Pattinson e Will Sergeant ouviram na Rússia. O solo de guitarra havia sido gravado separadamente por Sergeant enquanto estava em sintonia e foi inserido na música por sugestão do produtor. As cordas na faixa são uma combinação do violoncelo de Adam Peters e teclado tocados pelo produtor.

## Posição nas paradas
| Parada (1984)                     | Melhor posição |
| --------------------------------- | -------------- |
| Austrália (Kent Music Report)     | 96             |
| Irish Singles Chart               | 7              |
| Nova Zelândia (Recorded Music NZ) | 12             |
| UK Singles Chart                  | 9              |